# Kievka
La Kievka (in russo Киевка?; fino al 1972 si chiamava Sudėuche, Судзухе) è un fiume della Russia estremo-orientale. Scorre nel Lazovskij rajon del Territorio del Litorale e sfocia nell'omonima baia del mar del Giappone. 
Ha origine sulle pendici sud-occidentali del sistema montuoso Sichotė-Alin'. Il fiume fluisce in direzione occidentale fino alla foce dell'affluente Lazovka, quindi gira a sud-ovest. Sfocia nella baia Kievka del mar del Giappone, presso il villaggio omonimo, 15 km a sud-ovest dell'insediamento di Preobraženie. La valle del fiume è delimitata a ovest dai monti Partizanskij. La lunghezza del fiume è di 105 km, l'area del bacino è di 3 120 km². Lungo il suo corso abbondano rapide e cascate, le più fconosciute sono le cascate Benevskie.